# Bandera de Jamaica
La bandera nacional de Jamaica fue adoptada el 6 de agosto de 1962, el día de la independencia del país. Está compuesta por los colores verde, amarillo (oro) y negro. El negro simboliza la fuerza y creatividad del pueblo jamaicano, el amarillo la luz del sol y la riqueza natural del país. El verde representa la esperanza en el futuro y la riqueza  agrícola.
La bandera de la Armada (bandera de guerra) es un paño de color blanco en el que figura la bandera nacional en el cuadrante superior más cercano al mástil. Sigue el diseño de la bandera de la Marina Real Británica, que es conocida como insignia blanca.
Es actualmente (desde agosto del año 2017) la única bandera nacional que no posee rojo, blanco ni azul en su diseño. 

## Otras banderas

Pabellón Rojo. Bandera náutico civil.
Pabellón Blanco. Bandera de la Armada.
Estandarte del Gobernador general de Jamaica.
Estandarte del Primer Ministro de Jamaica.
Primer diseño propuesto, pero rechazado.
Otra propuesta de la bandera de Jamaica.

## Banderas históricas

Bandera Colonial de Jamaica (1875-1906)
Bandera del Gobernador de Jamaica (1875-1906)
Bandera Colonial de Jamaica (1906-1957)
Bandera del Gobernador de Jamaica (1906-1957)
Bandera Colonial de Jamaica (1957-1962)
Bandera del Gobernador de Jamaica (1957-1962)
Bandera Colonial de Jamaica (1962)
Bandera del Gobernador de Jamaica (1962)
Estandarte Real (1966–2022)

- Datos: Q172517
- Multimedia: National flag of Jamaica / Q172517